# Henry Macintosh
Henry Maitland Macintosh (Kelso, 10 juni 1892 - Albert, 26 juli 1918) was een Schots atleet, die gespecialiseerd was in de sprint. Hij won een gouden medaille op de Olympische Spelen.

## Biografie

### Olympische Spelen
Henry Macintosh vertegenwoordigde Groot-Brittannië op de Olympische Spelen van 1912 in Stockholm, Zweden, waar hij als lid van de Britse 4 x 100 m estafetteploeg de eerste gouden medaille ooit op dit nummer veroverde, aangezien dit onderdeel voor de eerste maal in het olympische programma was opgenomen. Die olympische titel behaalde hij tezamen met zijn teamgenoten William Applegarth, Victor d'Arcy en David Jacobs in 42,4 s, vóór Zweden dat met Ivan Möller, Charles Luther, Ture Person en Knut Lindberg naar het zilver snelde. De ploeg van Duitsland, die de race in eerste instantie leek te hebben gewonnen, werd naderhand gediskwalificeerd, omdat een wissel buiten het wisselvak zou hebben plaatsgevonden. Door deze beslissing, die niet werd herroepen, zelfs toen de volgende dag uit een krantenfoto bleek dat de Duitse atleten hun estafettestok wel degelijk binnen het wisselvak hadden gewisseld, schoven de Engelse en Zweedse teams op naar de eerste en tweede plaats en werd er geen bronzen medaille uitgedeeld.
Macintosh nam bovendien deel aan de 100 en 200 m individueel. Op het eerste onderdeel sneuvelde hij in zijn serie, waarin hij als derde finishte; op het tweede onderdeel kwam hij via een tweede plaats in zijn serie één ronde verder, maar strandde hij in de kwartfinales.

### Dood
Macintosh stierf als kapitein op 26-jarige leeftijd. Hij overleed aan verwondingen tijdens de Slag aan de Somme. Hij werd op de Franse Nationale begraafplaats Senlis begraven.

## Titels
- Olympisch kampioen 4 x 100 m - 1912

## Persoonlijke records
| Onderdeel | Prestatie | Jaar |
| --------- | --------- | ---- |
| 100 yd    | 9,8 s     | 1913 |
| 100 m     | 10,7 s    | 1913 |
| 200 m     | 22,1 s    | 1913 |

## Palmares

### 4 x 100 m
- 1912:  OS - 42,4 s

1912: Jacobs, Macintosh, d'Arcy, Applegarth ·
1920: Paddock, Scholz, Murchison, Kirksey ·
1924: Clarke, Hussey, Leconey, Murchison ·
1928: Wykoff, Quinn, Borah, Russell ·
1932: Kiesel, Toppino, Dyer, Wykoff ·
1936: Owens, Metcalfe, Draper, Wykoff ·
1948: Ewell, Wright, Dillard, Patton ·
1952: Smith, Dillard, Remigino, Stanfield ·
1956: Murchison, King, Baker, Morrow ·
1960: Cullmann, Hary, Mahlendorf, Lauer ·
1964: Drayton, Ashworth, Stebbins, Hayes ·
1968: Greene, Pender, Smith, Hines ·
1972: Black, Taylor, Tinker, Hart ·
1976: Glance, Jones, Hampton, Riddick ·
1980: Moeravjov, Sidorov, Prokofjev, Aksinin ·
1984: Graddy, Brown, Smith, Lewis ·
1988: Bryzgin, Krylov, Moeravjov, Savin ·
1992: Marsh, Burrell, Mitchell, Lewis ·
1996: Esmie, Gilbert, Surin, Bailey ·
2000: Drummond, Williams, Lewis, Greene ·
2004: Gardener, Campbell, Devonish, Lewis-Francis ·
2008: Bledman, Burns, Callender, Thompson ·
2012: Carter, Frater, Blake, Bolt ·
2016: Powell, Blake, Ashmeade, Bolt ·
2020: Desalu, Jacobs, Patta, Tortu ·
2024: Brown, Blake, Rodney, De Grasse